# کمال غیلاس
کمال غیلاس (انگلیسی: Kamel Ghilas؛ زادهٔ ۹ مارس ۱۹۸۴) بازیکن فوتبال اهل فرانسه است.
از باشگاه‌هایی که در آن بازی کرده‌است می‌توان به باشگاه فوتبال استاد رنس، باشگاه فوتبال هال سیتی، باشگاه فوتبال کن، باشگاه فوتبال سلتاویگو، باشگاه فوتبال ویتوریا گیمارش و باشگاه فوتبال رویال شارلوا اشاره کرد.
وی همچنین در تیم ملی فوتبال الجزایر بازی کرده‌است.